# SING OR DIE
『SING OR DIE』（シング・オア・ダイ）は、1997年11月15日にリリースされたDREAMS COME TRUEの9枚目のアルバムである。本項目では、同作の英語版「SING OR DIE -WORLDWIDE VERSION-」や、限定盤の「SING OR DIE 2002:monkey girl odyssey tour special edition」についても解説する。

## SING OR DIE

### 概要
- 前作から約1年7ヶ月ぶりのオリジナルアルバム。デビュー以来初めてマイク・ピラのプロデュースから離れると同時に、ユッスー・ンドゥールやSIKISHAとのコラボレートなど、新しい試みを取り入れた作品。オリジナルアルバムとしては初めてのヴァージン・レコード・アメリカ（東芝EMI）からの発売でもある。
- 2ndアルバム「LOVE GOES ON...」以来6作連続で、いずれも200万枚以上のセールスを記録していたが、本作は当初のバージョンではオリコンで100万枚に届かなかった（出荷枚数では140万枚[1]）。後述のように17年後、別バージョンにて販売され、合計でオリコンでのミリオンセラーを達成。
- バンドはこのあとしばらく米国進出を強く意識することになり、英語版作成などにも力を注ぐようになる。
- 12曲目の「月光」終了後、38（「美和」との語呂合わせ）秒間の無音状態が続き、「PEACE!」のWORLDWIDE VERSION（同アルバム「WORLD WIDE VERSION」に収録されているものとは別アレンジ）が流れる。
- このアルバムを引っさげて、『LIVE! D.C.T. 1998 SING OR DIE』を開催。また、アメリカでも同内容のツアー（US SHOW CASE TOUR）が行われた。
- 2014年7月16日に、本作を含むVirgin/D.C.T.から発表した3作のオリジナルアルバム（英語盤2作を除く）を価格を下げた上で、USM JAPANより再発売された（規格品番：UPCY-6902）[注 1]。

### 収録曲
1. SING OR DIE〜opening theme〜
  - 作詩：吉田美和、作曲：吉田美和・中村正人、編曲：中村正人
  - 前アルバム収録曲「LOVE LOVE LOVE」のフレーズの一部が使われている。
2. 愛するこころ
  - 作詩：吉田美和、作曲・編曲：中村正人
3. あはは
  - 作詩・作曲：吉田美和、編曲：中村正人
  - 後に22ndシングルとしてシングルカット。
4. PEACE!
  - 作詩：吉田美和、作曲・編曲：中村正人
  - 21stシングル。
  - 歌詩の「頬に指」を図解した相原コージのイラストがシングルとは異なっている。
5. ケロケロ
  - 作詩・作曲：吉田美和、編曲：中村正人
6. たんぽぽの堤防
  - 作詩：吉田美和、作曲・編曲：中村正人
7. そんなの愛じゃない
  - 作詩：吉田美和、作曲・編曲：中村正人
8. 誘惑〜album mix〜
  - 作詩・作曲：吉田美和、編曲：中村正人
  - 20thシングル。
  - シングルバージョンとアレンジが多少異なっている。
  - 「そうだよ」と共に後方のベストアルバムにはこちらのバージョンがメインで収録されることとなる。
  - WONDERLAND 2007 PP SPECIAL LIVEで即興でリハを行い披露された。
9. MARRY ME?
  - 作詩：吉田美和、作曲・編曲：中村正人
  - 21stシングル。
  - 表記されていないが、シングルとは若干異なり、演奏時間が長い。また2016年に発売されたベストアルバム「DREAMS COME TRUE THE ウラBEST! 私だけのドリカム」にはこちらのバージョンで収録されている。
10. よろこびのうた
  - 作詩・作曲：吉田美和、編曲：中村正人
11. そうだよ〜album mix〜
  - 作詩：吉田美和、作曲・編曲：中村正人
  - 20thシングル。
  - シングルバージョンとアレンジが多少異なっている。
  - 「誘惑」同様、後方のベストアルバムにはこちらのバージョンがメインで収録されることとなる。
12. 月光
  - 作詩・作曲：吉田美和、編曲：中村正人
13. PEACE! -WORLDWIDE VERSION-(シークレットトラック)
  - 配信では未収録。

## SING OR DIE -WORLDWIDE VERSION-
『SING OR DIE -WORLDWIDE VERSION-』（シング オア ダイ ワールドワイド バージョン）は、1998年7月16日にリリースされたDREAMS COME TRUEのアルバム『SING OR DIE』の英語版である。製品番号はVJCP-55004（日本盤）。

### 概要
- このアルバムは、1998年7月24日にアメリカでも発売された。
- DREAMS COME TRUEは、このアルバムで本格的にアメリカ進出をした。
- このアルバムでの全ての曲においての表記は作詞は「MIWA」名義、作曲は「MIWA, KING MASA」名義(正確には間に王冠マークが入る)となっている。
- 最後の2曲(下記※印)は日本限定ボーナストラック。アメリカ版には未収録となっている。
- 初回限定盤のみボックス仕様&ブックレット付き。

### 収録曲
1. OPENING THEME (SING OR DIE)
2. WILL TO LOVE
3. AHAHA
4. PEACE!
5. KELO KELO
6. DANDELION HILL
7. THIS IS NOT LOVE AT ALL
8. TEMPTATION
9. MARRY ME?
10. SONG OF JOY
  - JAL「ラスベガス直行便キャンペーン」CMソング
  - ミュージック・ビデオが作られている。（「DCT CLIPS V1」に収録。）吉田・中村のみの出演で、西川は出ていない。
11. YES,I DID
12. MOONLIGHT
13. YES,I DID (KING MIX W.W.V.) ※
14. AHAHA (KING MIX W.W.V.) ※

## SING OR DIE 2002:monkey girl odyssey tour special edition
『SING OR DIE 2002:monkey girl odyssey tour special edition』（シング オア ダイ にせんに モンキー ガール オデッセイ ツアー スペシャル エディション）は、2002年3月29日にリリースされたDREAMS COME TRUEのアルバム『SING OR DIE』の限定盤である。

### 概要
- 1997年に発売された『SING OR DIE』の限定盤。ボーナストラックとして、「愛するこころ“pp-mix”live version」を収録。
- オリジナル盤のシークレット・トラックに収録されている「PEACE!」のWORLDWIDE VERSIONは収録されていない。
- 2面デジパック&未発表写真を使ったステッカージャケット仕様。

### 収録曲
1. SING OR DIE〜opening theme〜
2. 愛するこころ
3. あはは
4. PEACE!
5. ケロケロ
6. たんぽぽの堤防
7. そんなの愛じゃない
8. 誘惑〜album mix〜
9. MARRY ME?
10. よろこびのうた
11. そうだよ〜album mix〜
12. 月光
13. 愛するこころ“pp-mix”live version 〜special bonus track〜